# Ахматов, Лев Соломонович
Лев Соломо́нович Ахма́тов (настоящая фамилия Ахманицкий; 23 декабря 1899, Жашков, Киевская губерния — 8 марта 1937) — советский партийный деятель, управляющий делами Совета Народных Комиссаров УССР, прокурор Верховного суда Украинской ССР. Расстрелян в 1937 году. Реабилитирован посмертно.

## Биография
Родился в семье присяжного поверенного Соломона Ахманицкого. Образование высшее, по специальности юрист.
В 1917—1918 годах — член Украинской коммунистической партии (боротьбистов). Член РКП(б) с 1919 года.
В 1920—1922 годах — секретарь Совета Народных Комиссаров УкрССР.
В 1922—1925 годах — старший помощник прокурора Киевской губернии по губернскому суду.
В 1925—1933 годах — прокурор Верховного суда Украинской ССР.
В апреле 1933 — июне 1934 года — управляющий делами Совета Народных Комиссаров УкрССР.
В 1934—1935 годах — прокурор Днепропетровской области. С 1935 года — начальник отдела трудовых колоний НКВД Украинской ССР.
Кандидат в члены ЦК КП(б)У в январе 1934 — январе 1936 г.
Арестован 31 июля 1936 года органами НКВД Украинской ССР по обвинению в «принадлежности к контрреволюционной троцкистской террористической организации», которая якобы готовила «террористические акты против руководителей КП(б)У тт. С. Косиора, П. Постышева и В. Балицкого на Украине и против руководителей ВКП(б) в Москве». Этапирован в Москву. 8 марта 1937 года Военной коллегией Верховного суда СССР в Москве приговорен к расстрелу. Приговор исполнен в тот же день.   Место захоронения — «могила невостребованных прахов» № 1 крематория Донского кладбища.. Реабилитирован посмертно ВКВС СССР 25 октября 1957 года.

## Семья
- Сестра — Любовь Соломоновна Дробнис, жена Я. Н. Дробниса.
- Сестра — Анна Соломоновна (Семёновна) Вильямс (1902—1988), актриса, жена сценографа П. В. Вильямса.